# 饒楽府駅
饒楽府駅（じょうらくふえき）とは北京市房山区に位置する北京地下鉄燕房線の駅である。

## 駅構造
地上駅。

## 歴史
- 2017年12月30日 - 開業[1]。

## 隣の駅
北京地下鉄
■燕房線
馬各荘駅 - 饒楽府駅 - 房山城関駅